# Convolvulus chilensis
Convolvulus chilensis là một loài thực vật có hoa trong họ Bìm bìm. Loài này được Pers. mô tả khoa học đầu tiên.

## Hình ảnh

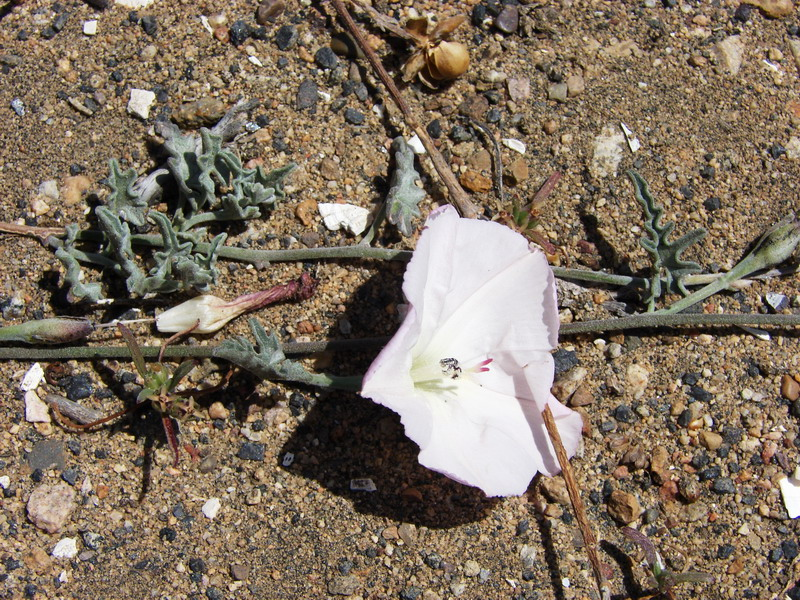